# マンナ (バンド)
MANNA（マンナ）は、主に1990年代前半に活動した音楽ユニット。作曲家として活躍する鴨宮諒と、モデルであった梶原もと子が在籍。

## 概要・来歴
鴨宮がピチカート・ファイヴを1987年に脱退後、梶原をボーカルに迎え結成したユニットである。1991年「ムッシュ・ダンダン」でデビュー。
その後4枚のシングルと3枚のアルバムを発表したが、最後のアルバム「TEENAGE SYMPHONY」は鴨宮によるインストルメンタルとなっている。
2006年8月にアップルストア渋谷にて復活ライブを開いている。

## 作品

### シングル
1. ムッシュ・ダンダン （1991年9月21日）ALDA-33、EAN 4988024008430
（c/w）　シュガー・デイズ
2. 僕のマシュマロちゃん （1991年11月21日）ALDA-41、EAN 4988024008935
（c/w）　からっぽのくつ下
3. Happening （1992年2月21日）ALCA-260、EAN 4988024009451
（c/w）　ムッシュ・ダンダン（dance mix)、ワクワクの木の下で(instrumental)
4. 自転車と夏と （1992年6月21日）ALDA-54、EAN 4988024010297
（c/w）　すいれんの花
5. 一番好きなもの （1992年9月21日）ALDA-57、EAN 4988024011003
（c/w）　トリバンドラムの夢

### アルバム
1. Manna （1991年9月21日）ALCA-179、EAN 4988024008447（1995年5月24日再発）ALCA-9154、EAN 4988024017715
2. BLUE IN GREEN （1992年7月1日）ALCA-326、EAN 4988024010327（1995年5月24日再発）ALCA-9155、EAN 4988024017722
3. TEENAGE SYMPHONY （1993年4月21日）ALCA-474、EAN 4988024012208（1995年5月24日再発）ALCA-9156、EAN 4988024017739